# Leuthard Ier de Paris
Leuthard Ier de Paris(† 813/816) comte de Paris, Ier comte de Fezensac... (Maison des Girardides).

## Biographie
Il est le fils du comte Gérard Ier de Paris et de Rotrude. Il a pour frères les comtes Étienne de Paris et Bégon de Paris.
Vers 781, Leuthard est envoyé par Charlemagne au duché d'Aquitaine où il demeure dans l'entourage proche de Louis le Pieux, roi d'Aquitaine (781-814) puis empereur d'Occident (814-840). 
Leuthard épouse Grimeut (ou Grimhilde) avec qui il a trois enfants :
- Engeltrude de Fézensac, épouse d'Eudes d'Orléans, et mère d'Ermentrude d'Orléans qui épouse le futur empereur Charles II le Chauve ;
- Adalard le Sénéchal (sénéchal de l'empire carolingien sous le règne de Louis le Pieux) ;
- Gérard II de Paris (Girart de Vienne ou Girart de Roussillon), comte de Paris, comte de Vienne.

D'une autre épouse il aurait eu un fils Bello de Carcassonne.
En 801, Leuthard suit l'empereur Louis le Pieux dans son expédition en Espagne et participe à la prise de Barcelone ; il reçoit le comté de Fezensac du duché d'Aquitaine -ce qui entraîne une révolte des Vascons- dont il devient le premier comte. En 809, il est du siège de Tortosa.
D'après l'historien René Poupardin, Leuthard finit ses jours dans son comté de Paris.
Son fils Gérard II lui succède comme comte de Paris.